# Johan Theorin
Johan Theorin (Göteborg, 3 settembre 1963) è uno scrittore e giornalista svedese.

## Biografia
Nato nel 1963 a Göteborg, ha iniziato la sua carriera come giornalista e autore di racconti.
Ha vissuto per molti anni sull'isola di Öland, terra dei suoi avi impregnata di folklore e mistero che farà da location a molti dei suoi romanzi gialli.
È autore di numerose crime novel ed è stato insignito di alcuni tra i più importanti riconoscimenti nella narrativa di genere come il Premio Glasnyckeln e il CWA International Dagger per La stanza più buia.

## Opere principali

### Serie Isola di Öland
- L'ora delle tenebre (Skumtimmen, 2007), Milano, Mondadori, 2008 traduzione di Laura Cangemi ISBN 978-88-04-57979-3.
- La stanza più buia (Nattfåk, 2008), Milano, Mondadori, 2011 traduzione di Laura Cangemi ISBN 978-88-04-61025-0.
- Blodläge (2010)
- Rörgast (2013)

### Le Cronache di Jarmaland
- Slaget om Salajak (2018)

### Altri romanzi
- Sankta Psyko (2011)

### Racconti
- På stort alvar (2012)

## Filmografia parziale
- Echoes from the Dead (Skumtimmen) (2013) regia di Daniel Alfredson (soggetto)

## Premi e riconoscimenti
- Premio svedese per la letteratura gialla: 2007 nella categoria "Miglior romanzo d'esordio" con L'ora delle tenebre e 2008 nella categoria "Miglior romanzo" per La stanza più buia
- Glasnyckeln: 2009 per La stanza più buia
- CWA New Blood Dagger: 2009 per L'ora delle tenebre
- CWA International Dagger: 2010 per La stanza più buia